# Караси (горчица)

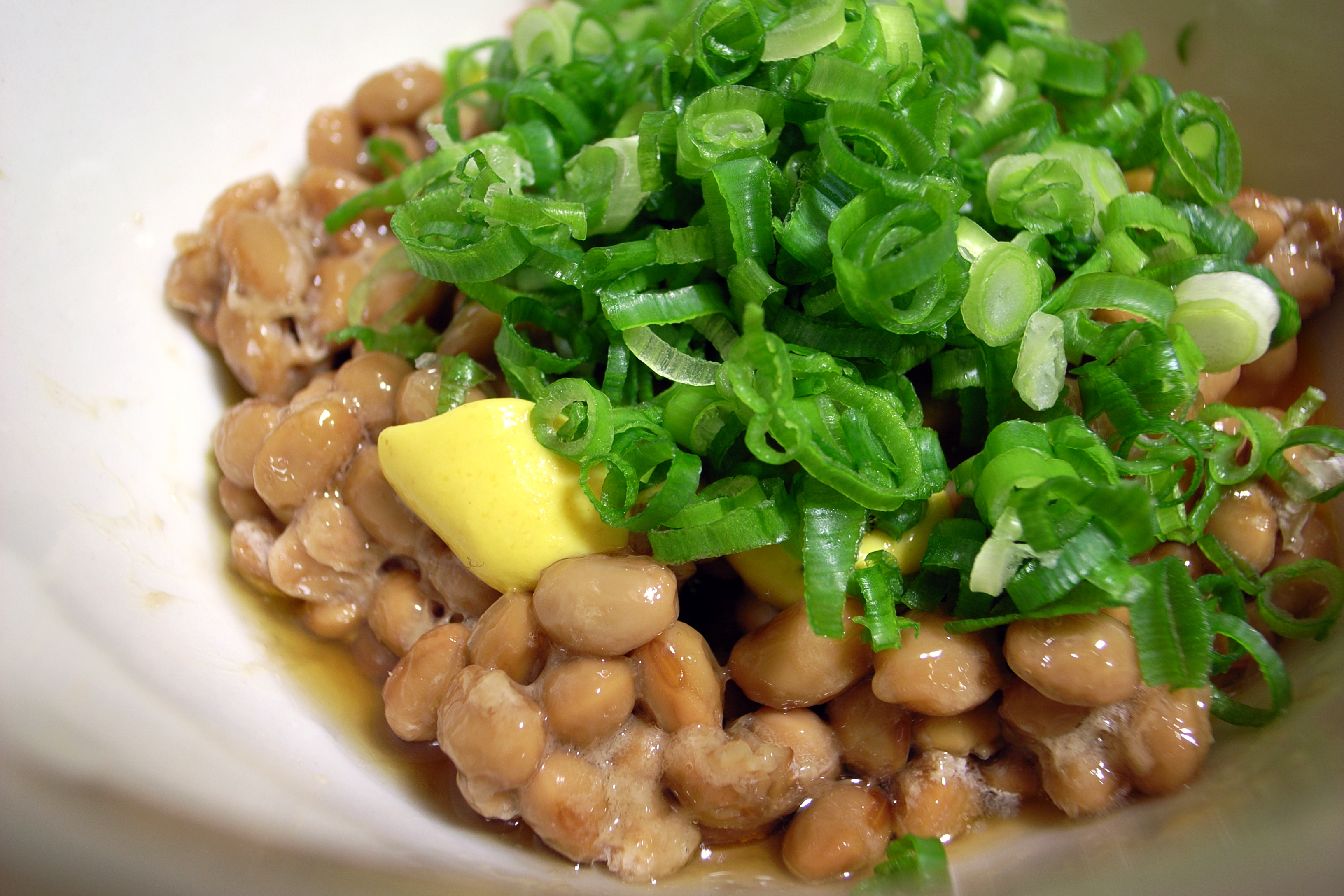
Караси на натто вместе с зелёным луком

Караси (яп. 芥子, 辛子, からし, カラシ; кор. 연겨자 ёнгёджа, также «они караси») — разновидность горчицы, используемая в качестве приправы в японской и корейской кухнях. Караси готовят из измельчённых семян горчицы сарептской и обычно продают в виде порошка или пасты. Караси в виде порошка готовят путём смешивания с чуть тёплой водой до состояния пасты и оставляют на несколько минут под крышкой.
Караси часто подают с тонкацу, одэном, натто и шумаи. Также эту приправу используют для добавления в соус для макания, смешав с майонезом или с уксусом и мисо. Из него готовят маринованные японские баклажаны, которые называются «караси-насу».
Одним из самых известных фирменных блюд региона Кумамото является «караси ренкон»: корень лотоса, наполненный смесью мисо и караси, обжаренный во фритюре ломтиками.

## Галерея
Караси подают к различным блюдам. Он более насыщенный по вкусу, чем американская или французская горчицы, поэтому достаточно небольшого количества.

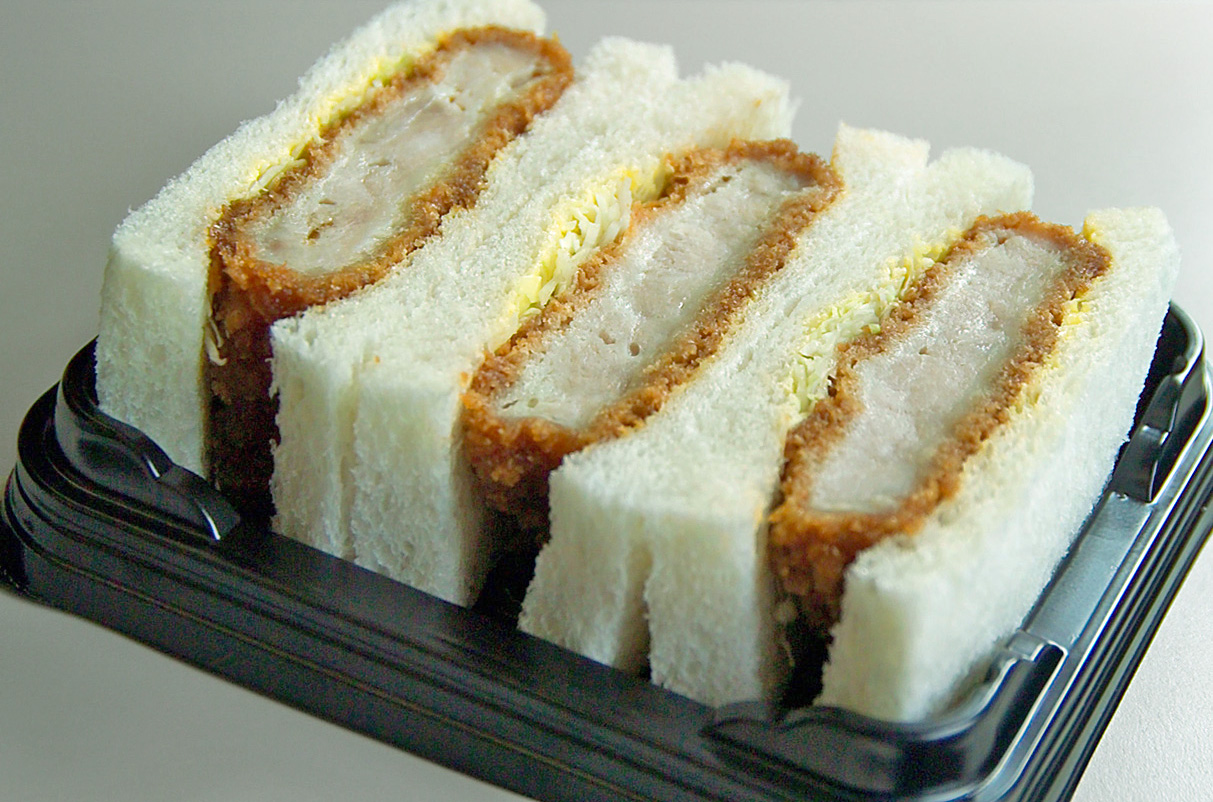
Сэндвич с тонкацу и караси
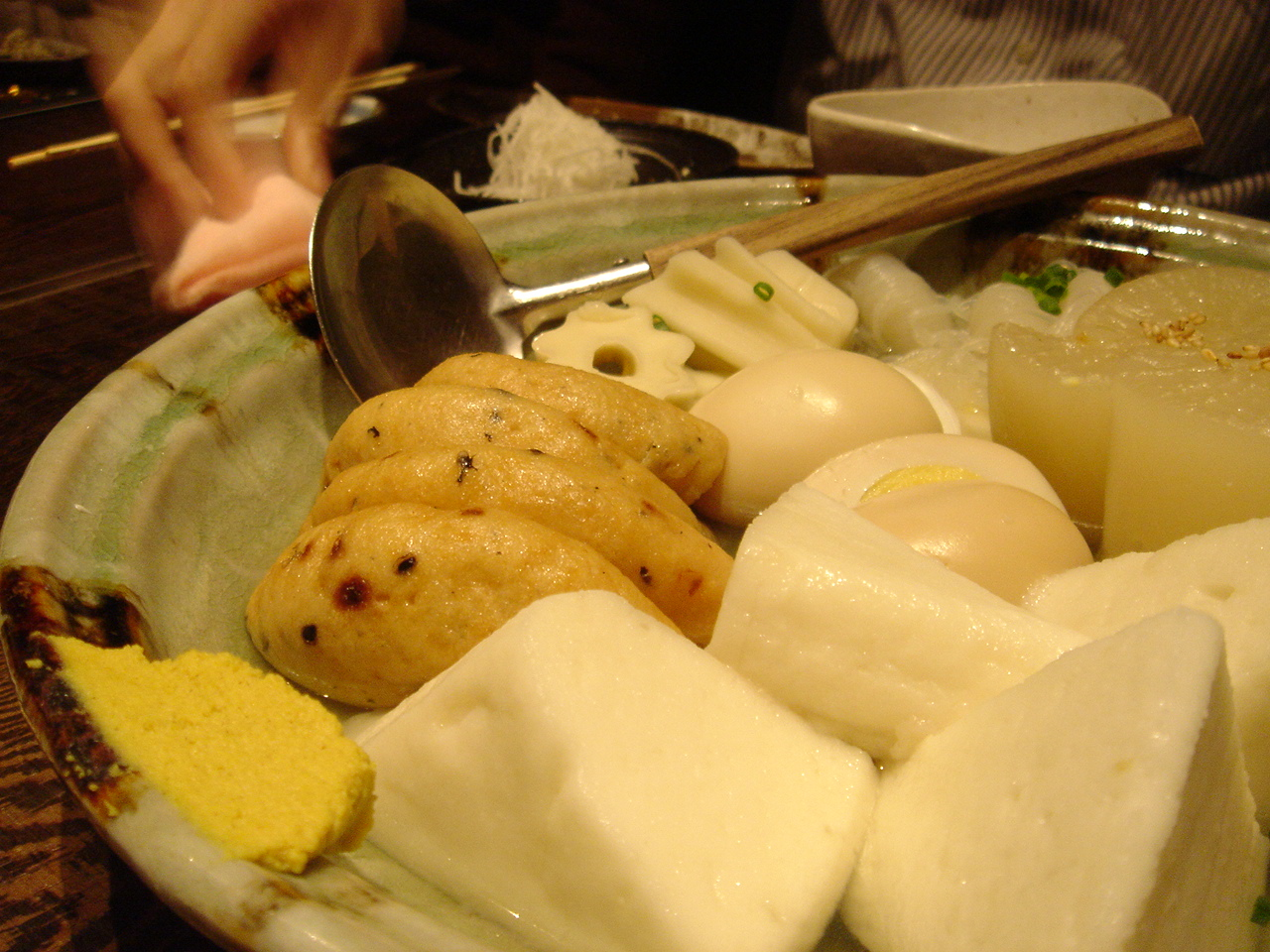
Одэн с караси (слева внизу)
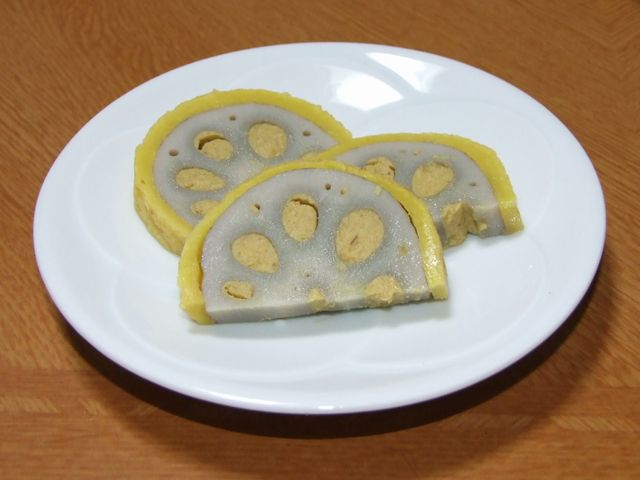
Корень лотоса, наполненный смесью караси и мисо